# Mistrzostwa Świata w Short Tracku 1992
17. Mistrzostwa Świata w Short Tracku odbyły się w Stanach Zjednoczonych, w Denver, w dniach 2–4 kwietnia 1992 roku. Poprzednio to miasto gościło zawodników w 1985 roku. Rozegrano 10 konkurencji: 500 m, 1000 m, 1500 m, 3000 m kobiet i mężczyzn oraz sztafetę 3000 m kobiet i 5000 m mężczyzn. Medale przyznano w wieloboju i sztafetach. W klasyfikacji medalowej najlepsi byli Koreańczycy.

## Klasyfikacja medalowa
| Lp. | Kraj             | Złoto | Srebro | Brąz | Razem |
| 1.  | Korea Południowa | 2     | 1      | 1    | 4     |
| 2.  | Japonia          | 1     | 0      | 1    | 2     |
| 3.  | Kanada           | 1     | 0      | 0    | 1     |
| 4.  | Chiny            | 0     | 1      | 0    | 1     |
| 4.  | Holandia         | 0     | 1      | 0    | 1     |
| 4.  | Wielka Brytania  | 0     | 1      | 0    | 1     |
| 7.  | Francja          | 0     | 0      | 2    | 2     |

## Medaliści
| Konkurencja | Złoto                                                                                           | Srebro                                                                                   | Brąz                                                                                        |
| Mężczyźni   |                                                                                                 |                                                                                          |                                                                                             |
| Wielobój    | Kim Ki-hoon                                                                                     | Mo Ji-soo                                                                                | Lee Joon-ho                                                                                 |
| Sztafeta    | Japonia Toshinobu Kawai · Yūichi Akasaka · Tatsuyoshi Ishihara · Tsutomu Kawasaki · Jun Uematsu | Wielka Brytania Wilfred O’Reilly · Nicky Gooch · Matthew Jasper · Jamie Fearn            | Francja Claude Nicouleau · Marc Bella · Rémi Ingres · Arnaud Drouet                         |
| Kobiety     |                                                                                                 |                                                                                          |                                                                                             |
| Wielobój    | Kim So-hee                                                                                      | Li Yan                                                                                   | Nobuku Yamada                                                                               |
| Sztafeta    | Kanada Sylvie Daigle · Eden Donatelli · Nathalie Lambert · Angela Cutrone · Annie Perreault     | Holandia Monique Velzeboer · Simone Velzeboer · Penelopé Di Lella · Joëlle van Koetsveld | Francja Valerie Barizza · Gaelle Deleglise · Sandrine Daudet · Karine Rubini · Laura Drovet |

## Wyniki
| Konkurencja | 1.               | 2.                | 3.                  |
| Mężczyźni   |                  |                   |                     |
| 500 metrów  | Kim Ki-hoon      | Wilfred O’Reilly  | Lee Joon-ho         |
| 1000 metrów | Kim Ki-hoon      | Michael McMillen  | Lee Joon-ho         |
| 1500 metrów | Kim Ki-hoon      | Mo Jo-soo         | Tatsuyoshi Ishihara |
| 3000 metrów | Kim Ki-hoon      | Mo Jo-soo         | Frédéric Blackburn  |
| Kobiety     |                  |                   |                     |
| 500 metrów  | Li Yan           | Kim So-hee        | Zheng Chunyang      |
| 1000 metrów | Nathalie Lambert | Nobuku Yamada     | Li Yan              |
| 1500 metrów | Kim So-hee       | Monique Velzeboer | Amy Peterson        |
| 3000 metrów | Kim So-hee       | Kim Ryang-hee     | Amy Peterson        |